# Hostages (serie televisiva statunitense)
Hostages è una serie televisiva statunitense in onda dal 23 settembre 2013 al 6 gennaio 2014 sul network CBS.

## Trama
La dottoressa Ellen Sanders è un affermato chirurgo di Washington, che viene selezionata per operare il presidente degli Stati Uniti. Proprio per questo si ritrova implicata in una cospirazione politica, quando lei e la sua famiglia vengono presi in ostaggio da un agente dell'FBI corrotto. La donna dovrà decidere se salvare la sua famiglia uccidendo il Presidente durante l'intervento o sacrificare i suoi cari.

## Episodi
| Stagione       | Episodi | Prima TV USA | Prima TV Italia |
| -------------- | ------- | ------------ | --------------- |
| Prima stagione | 15      | 2013-2014    | 2014-2015       |

## Personaggi e interpreti
- Ellen Sanders, interpretata da Toni Collette, doppiata da Alessandra Cassioli.
- Duncan Carlisle, interpretato da Dylan McDermott, doppiato da Fabio Boccanera.
- Brian Sanders, interpretato da Tate Donovan,doppiato da Mauro Gravina.
- Morgan Sanders, interpretata da Quinn Shephard,doppiata da Giulia Franceschetti.
- Jake Sanders, interpretato da Mateus Ward,doppiato da Alex Polidori.
- Archer Petit, interpretato da Billy Brown,Roberto Draghetti.
- Sandrine Gonzales, interpretata da Sandrine Holt,doppiata da Laura Romano.
- Kramer Delaney, interpretato da Rhys Coiro,doppiato da Gianfranco Miranda.
- Presidente Kincaid, interpretato da James Naughton,doppiato da Rodolfo Bianchi.

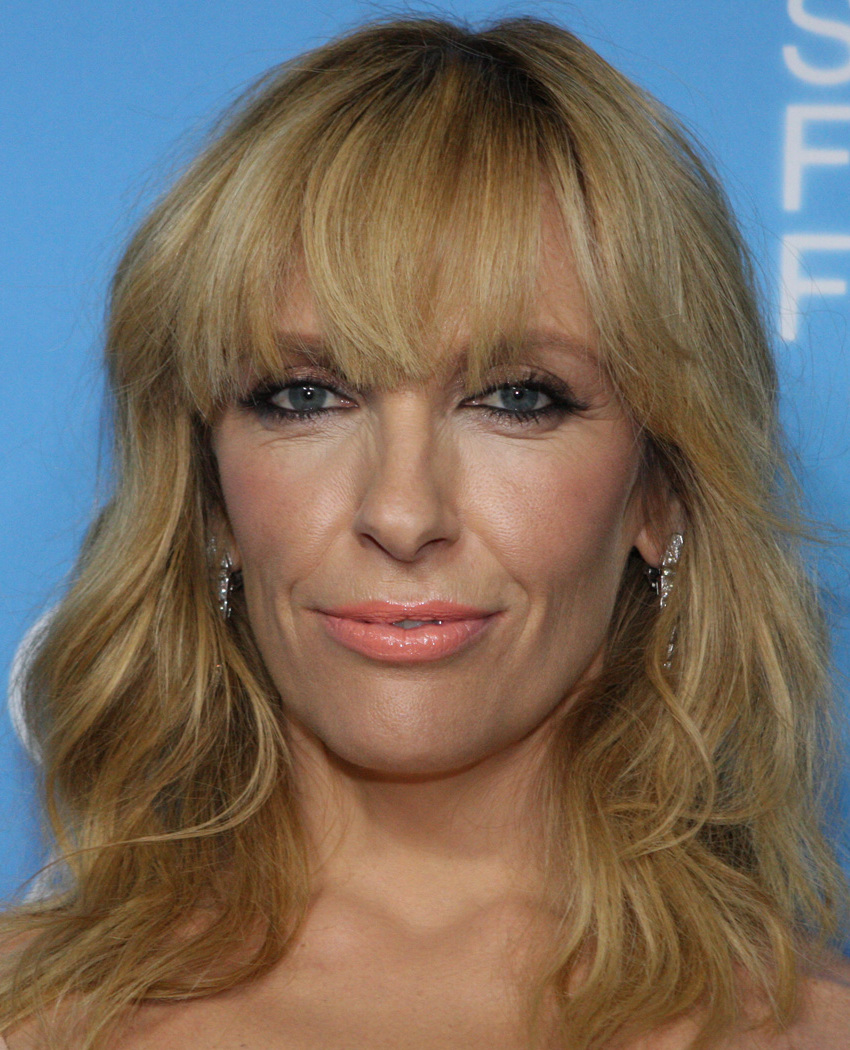
Toni Collette interpreta Ellen Sanders
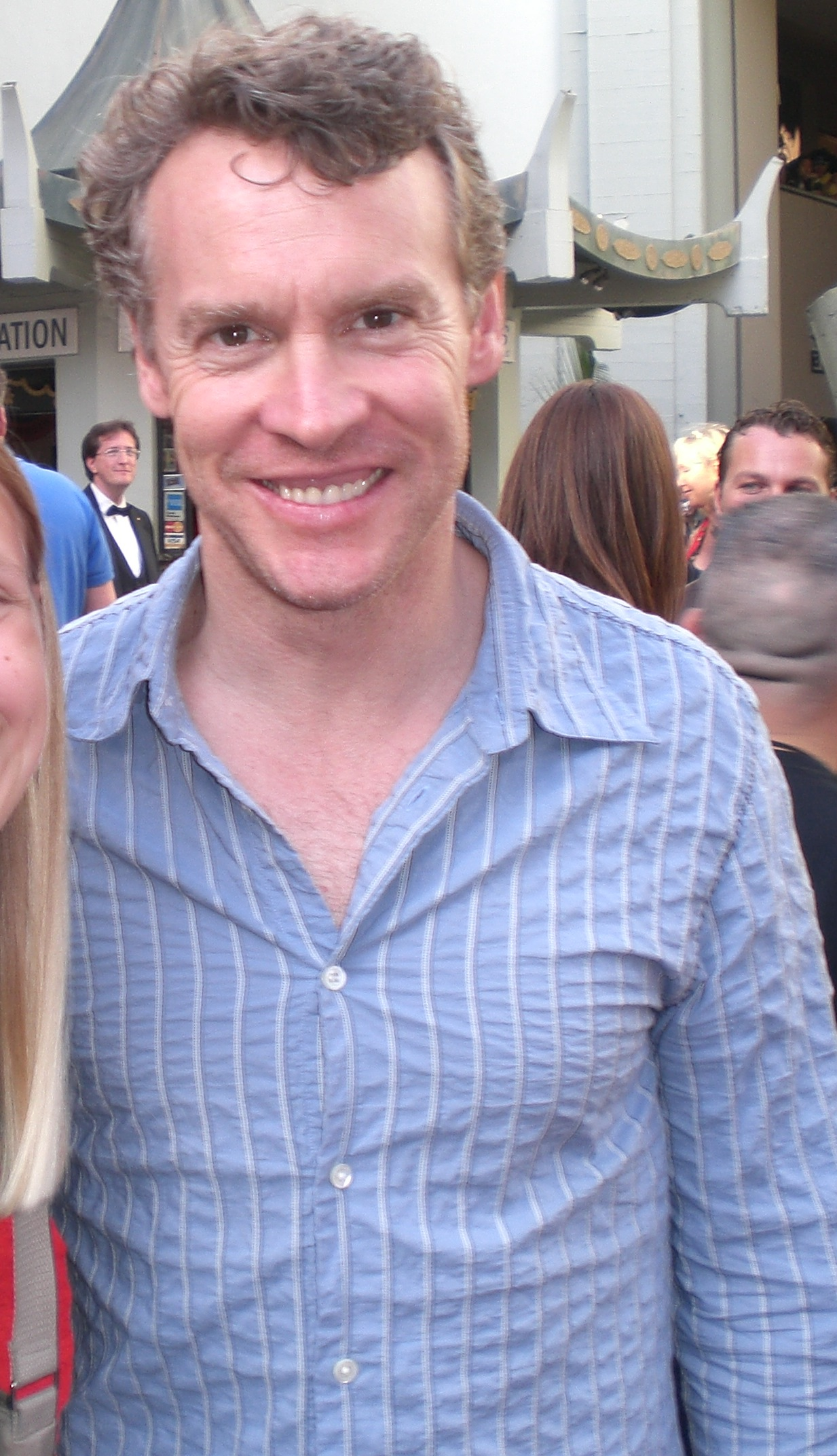
Tate Donovan interpreta Brian Sanders

## Produzione

### Sviluppo
La serie si basa sulla serie TV Hostages israeliana ideata da Alon Aranya e Omri Givon per Channel 10. I diritti del format sono stati successivamente acquistati dalla Jerry Bruckheimer Television per un adattamento statunitense.
Nel gennaio 2013 la CBS ha ordinato l'episodio pilota, sviluppato da Jeffrey Nachmanoff, Jerry Bruckheimer e la Warner Bros. Jeffrey Nachmanoff ha diretto e scritto la sceneggiatura del pilota, oltre a essere produttore esecutivo della serie con Bruckheimer, Jonathan Littman, Omri Givon, Rotem Shamir e Chayim Sharir.
Nel maggio 2013 la CBS annuncia di aver ordinato un'intera stagione della serie. Il 10 maggio 2014 l'emittente ha cancellato la serie al termine dell'unica stagione prodotta.

### Cast
Subito dopo l'ordine dell'episodio pilota, viene annunciato che l'attrice australiana Toni Collette è stata ingaggiata per il ruolo della protagonista. Nel mese di febbraio 2013 Dylan McDermott e Tate Donovan si uniscono al cast rispettivamente nel ruolo dell'agente dell'FBI corrotto Duncan Carlisle e di Brian Sanders, marito di Ellen.